# Bednja (rivière)
Pour les articles homonymes, voir Bednja (homonymie).
Avec ses 133 km, la Bednja est la plus longue rivière qui ne coule qu'en Croatie, et un affluent de la rive droite de la Drave. Elle n'a pas elle-même d'affluent notable.

## Géographie
Elle prend sa source à une altitude de 300 m dans les Monts de Macelj près de Trakošćan, Comitat de Krapina-Zagorje. Son cours supérieur et moyen représente cependant la plus grande partie du Comitat de Varaždin.
Elle traverse les localités de Bednja, Beletinec, Novi Marof, Varaždinske Toplice, puis se jette dans la Drave à Mali Bukovec peu après Ludbreg.